# Шалагин, Михаил Михайлович
Михаи́л Миха́йлович Шала́гин (род. 19 сентября 1999, Москва) — российский хоккеист, нападающий.

## Биография
Начал выступать на юношеском уровне в составе столичных «Динамо» и «Вымпела» на уровне открытого чемпионата Москвы, а в 2014 году перешёл в школу московского «Спартака» которую окончил и остался в системе клуба. Дебютировал на профессиональном уровне в сезоне МХЛ 2016/17 в составе «МХК Спартак». В свой первый сезон провёл 34 матча на льду, забросил 3 шайбы и отдал две результативные передачи.
В сезоне 2017/18 дебютировал в ВХЛ за аффилированный клуб — воскресенский «Химик», однако большую часть сезона провёл в МХЛ, показав отличные результаты, забросив 33 шайбы и отдав 30 результативных передач за 63 игры регулярного чемпионата, а также сыграл в 6 матчах плей-офф, в которых забросил одну шайбу и дважды ассистировал партнёрам по команде.
В сезоне 2018/19 установил рекорд МХЛ по количеству голов (48 шайб), а также получил звание самого ценного игрока чемпионата. В составе молодежной команды «Спартака» Шалагин нередко выдавал настоящие концерты. Например, в январе 2019-го оформил пента-трик в матче с владивостокским «Тайфуном». Вошёл в историю «МХК Спартак» по количеству заброшенных шайб за клуб, побив рекорд Филиппа Толузакова. В КХЛ Шалагин дебютировал 5 сентября 2018 года, в домашней игре против владивостокского «Адмирала». Всего, за основную команду красно-белых, хоккеист провёл 4 матча в чемпионате. В мае 2019 года, на драфте НХЛ был выбран в 7 раунде, под общим 198-м номером клубом «Тампа-Бэй Лайтнинг». 30 апреля 2019 года у Шалагина закончился контракт со «Спартаком» и игрок решил не продлевать его, отдав предпочтение опыту за океаном. В июне он съездил в лагерь развития молодых хоккеистов, а в новом сезоне принял решение выступать в системе «Тампа-Бэй». «Спартак», в свою очередь, оставил приоритетные права на хоккеиста, сделав обязывающее квалификационное предложение.
Сезон 2019/20 провёл в составе команды «Орландо Солар Бэрс», в хоккейной лиги Восточного побережья (ECHL). За команду из Флориды Шалагин провёл 41 игру, забросил 7 шайб и отдал 3 результативные передачи. Отыграв год в ECHL, 20-летний нападающий принял решение вернуться в «Спартак». Уладив все формальности и подписав годичный, двусторонний контракт, Шалагин начал проходить предсезонную подготовку в составе воскресенского «Химика». Сыграв всего 8 матчей за «Химик», в результате обмена на Семёна Переляева, Шалагин пополнил систему екатеринбургского «Автомобилиста», подписав двусторонний контракт до конца сезона 2020/21. В составе команды из Екатеринбурга сыграл две встречи, а дальше отправился защищать цвета фарм-клуба «Горняк» из Учалов, сумев набрать 20 очков (8+12) в «регулярке» за 25 игр и 6 очков (4+2) в 8 встречах плей-офф. Летом 2021 года, в результате обмена, перешёл в ханты-мансийский клуб «Югра». В составе югорчан отыграл до ноября того же года, после чего перешёл в тульский хоккейный клуб АКМ, в составе которого завершил сезон 2021/2022.
Летом 2022 года перешёл в систему «Динамо» Минск. Двусторонний контракт позволил выступать как за основу «Динамо» в КХЛ, так и в составе солигорского клуба «Шахтёр» на уровне белорусской экстралиги. 22 октября 2022 года, в домашнем матче против ярославского «Локомотива» забросил свою первую шайбу на уровне Континентальной хоккейной лиги.

## В сборной
В 2018 году начал привлекаться в состав молодёжной сборной России. Принимал участие в Турнире четырёх наций, который проходил в чешском городе Годонин c 9 ноября по 11 ноября 2018 года.